# سیارک ۴۰۴۴
سیارک ۴۰۴۴ (به انگلیسی: 4044 Erikhog، نامگذاری:5142T-3) چهار هزار و چهل و چهارمین سیارک کشف شده‌است که در ۱۶ اکتبر ۱۹۷۷ کشف شد.
قدر مطلق سیارک برابر ۱۱٫۸۰ است.